# Ropalomera varipes
Ropalomera varipes är en tvåvingeart som först beskrevs av Walker 1853.  Ropalomera varipes ingår i släktet Ropalomera och familjen Ropalomeridae.
Artens utbredningsområde är Colombia. Inga underarter finns listade i Catalogue of Life.